# Charritte-de-Bas
Charritte-de-Bas é uma comuna francesa na região administrativa da Nova Aquitânia, no departamento dos Pirenéus Atlânticos. Estende-se por uma área de 7,38 km². Em 2010 a comuna tinha 270 habitantes (densidade: 36,6 hab./km²).